# Luana Bertolucci
Luana Bertolucci Paixão (São Bernardo do Campo, São Paulo, Brasil, 2 de mayo de 1993) es una futbolista brasileña. Juega de centrocampista y su equipo actual es el Orlando Pride de la National Women's Soccer League. Es internacional absoluta por la selección de Brasil desde 2012.

## Trayectoria
Luana comenzó su carrera en la Associação Desportiva Centro Olímpico en 2011.
Para la temporada 2015 fue transferida al Avaldsnes IL de la Toppserien de Noruega. En su primer año logró conseguir con el equipo el segundo lugar de la liga y llegar a la final de la Copa de Noruega, clasificando con el club a la Liga de Campeones Femenina de la UEFA por primera vez en su historia. Logró alzar la Copa de Noruega en la edición 2017, y fue nombrada la jugadora del año del equipo. Renovó su contrato con el club en noviembre de 2017.
Tras un paso por el Hwacheon KSPO de Corea del Sur, el 3 de enero de 2020 fichó por el París Saint-Germain.

## Selección nacional
Formó parte del plantel de la selección de Brasil sub-17 que jugó la Copa Mundial Femenina de Fútbol Sub-17 de 2010, y con la sub-20 de Brasil disputó la Copa Mundial Femenina de Fútbol Sub-20 de 2012.
Debutó por la selección de Brasil en diciembre de 2012 en el Torneo Internacional de Fútbol Femenino en la victoria por 2-1 ante Dinamarca.
Luana que en un comienzo quedó fuera de la convocatoria de Brasil para la Copa Mundial Femenina de Fútbol de 2019, fue agregada en último momento por la lesión de Adriana.

## Clubes
| Club                | País          | Año           |
| ------------------- | ------------- | ------------- |
| Centro Olímpico     | Brasil        | 2011-2014     |
| Avaldsnes IL        | Noruega       | 2014-2018     |
| Hwacheon KSPO       | Corea del Sur | 2019          |
| París Saint-Germain | Francia       | 2020-2022     |
| Corinthians         | Brasil        | 2022-2023     |
| Orlando Pride       | Brasil        | 2024-presente |

## Palmarés

### Títulos nacionales
| Título               | Club                | País    | Año     |
| -------------------- | ------------------- | ------- | ------- |
| Campeonato Brasileño | Centro Olímpico     | Brasil  | 2013    |
| Copa de Noruega      | Avaldsnes IL        | Noruega | 2017    |
| Division 1 Féminine  | Paris Saint-Germain | Francia | 2020-21 |

### Títulos internacionales
| Título                | Selección | Sede     | Año  |
| --------------------- | --------- | -------- | ---- |
| Copa América Femenina | Brasil    | Colombia | 2022 |